# 克萊頓 (加利福尼亞州普萊瑟縣)
克萊頓（英語：Clayton）是位於美國加利福尼亞州普萊瑟縣的一個非建制地區。該地的面積和人口皆未知。

## 地理
克萊頓的座標為39°54′29″N 121°18′44″W / 39.90806°N 121.31222°W，而該地的平均海拔高度為43米（即141英尺）。